# Lomas de San Agustín
Lomas de San Agustín är en ort i Mexiko.   Den ligger i kommunen Tlajomulco de Zúñiga och delstaten Jalisco, i den centrala delen av landet, 500 km väster om huvudstaden Mexico City. Lomas de San Agustín ligger 1 599 meter över havet och antalet invånare är 11 836.
Terrängen runt Lomas de San Agustín är kuperad åt sydväst, men åt nordost är den platt. Runt Lomas de San Agustín är det tätbefolkat, med 266 invånare per kvadratkilometer. Närmaste större samhälle är Guadalajara, 17,4 km nordost om Lomas de San Agustín. I omgivningarna runt Lomas de San Agustín växer huvudsakligen savannskog.